# Chiesa di Santa Maria del Santo Sepolcro
La chiesa di Santa Maria del Santo Sepolcro, facente parte del monastero delle Campora, è un edificio religioso perduto di Firenze. Sconsacrata durante le soppressioni ed in gran parte smantellata, quel che ne resta fa oggi parte di uno degli appartamenti di proprietà privata che compongono la "Villa le Campora", in via delle Campora 56-64.

## Storia
Il monastero delle Campora, la cui chiesa era dedicata a Santa Maria del Santo Sepolcro, si trovava sulla parte più alta del poggio delle Campora (dal latino neutro "i campi"), anticamente chiamato anche Colombaia, poco distante da Porta Romana. Chiamato nei documenti anche monastero di San Sepolcro a Colombaia, fu fondato nell'anno 1334, allorché l'anacoreta Bartolommeo Bononi da Pistoia ottenne da papa Giovanni XXII facoltà di fondare presso Firenze un convento di frati dell'Ordine agostiniano vestiti di bigio. Dopo tentativi andati male nel popolo di San Donato a Scopeto, nel 1355 i frati ottennero di poter riedificare il convento nel popolo di Sant'Ilario nella collina di Colombaia. Qualche anno, dopo, tramite l'operato del cardimnale Pietro Corsini, il monastero divenne per decisione papale la casa madre dell'Ordine di San Gerolamo meglio noto come ordine dei Girolamini.  All'istituzione dei Girolamini fu particolarmente devoto Giovanni Boccaccio, che, nel suo testamento del 1374, legò al monastero delle Campora la sua collezione privata di sante reliquie provenienti da varie parti del mondo.
Nel 1434 il monastero dei Girolamini fu soppresso da papa Eugenio IV, che lo affidò poi ai monaci benedettini (cassinesi) della Badia Fiorentina. Essi però, dopo i danni dell'assedio di Firenze (1529-1530), ne convertirono i locali per ridurlo a luogo di soggiorno estivo, mantenendo l'ufiziatura della chiesa
La chiesa del monastero era sovvenzionata da varie famiglie magnatizie fiorentine, tra cui i Vettori, i Del Pugliese, gli Albizzi, gli Ardinghelli, i Gianfigliazzi, i Del Garbo, i Benini Formichi, i Capponi, i Guicciardini. Di tutti gli altari e le cappelle laterali resta soltanto quella di Sant'Antonio, fondata nel 1368 da messer fra Bartolomeo di Bindo Benini, priore dell'ordine gerosolimitano. Le pareti sono decorate da un ciclo di affreschi sulla vita del santo, attribuito a Pietro Nelli o al giovanissimo Agnolo Gaddi, dove comunque compaiono un paio, se non tre mani diverse. Forse potrebbe trattarsi del misterioso Giovanni Gaddi. Autori del passato avevano parlato anche di Giottino e di Maso di Banco.
L'abate Domenico Moreni, nel 1793, testimoniò come ancora la chiesa conservasse, al suo interno, stemmi e varie sepolture nella pavimentazione. Ci dice Guido Carocci che fra quelle mura dipinsero Neri di Bicci, Paolo Uccello, Filippino Lippi (che su commissione di Piero di Francesco Del Pugliese vi dipinse la famosa tavola della Apparizione della Vergine a san Bernardo, oggi alla Badia Fiorentina) e altri. L'altare maggiore, sovvenzionato dagli Albizzi, era decorato fra Tre e Quattrocento dal grandioso polittico di Rossello di Jacopo Franchi oggi alla Galleria dell'Accademia.
Il fabbricato della chiesa cadde in stato di semi-abbandono dopo le soppressioni, finche nell'Ottocento l'ex monastero fu, in parte, trasformato in villa ad opera dei Del Corona, che l'acquistarono nel 1815 dal patrimonio delle corporazioni religiose. Di poi, fino alla prima metà del Novecento, la proprietà passò ai Burn-Murdoch.
Attualmente il fabbricato, dopo imponenti lavori di ristrutturazione terminati nei primi anni ottanta del Novecento (architetti Giancarlo e Luigi Bicocchi, Roberto Monsani) risulta diviso in circa nove appartamenti tutti privati, taluni tra i quali (non aperti al pubblico) includono tutt'oggi il capitolo, due lati porticati del chiostro quattrocentesco e la cappella di sant'Antonio. Una campagna di saggi, non ancora conclusa, ha rinvenuto tracce ulteriori di decorazioni, tra cui un affresco di San Girolamo in cattedra.

## Opere già nella chiesa delle Campora
- Filippino Lippi, Apparizione della Vergine a san Bernardo, oggi nella Badia Fiorentina